# Броніцький Олексій Васильович
Олексій Васильович Броніцький (23 липня 1922, Гардишівка — 5 лютого 1993) — повний кавалер ордена Слави, в роки радянсько-німецької війни повітряний стрілець-радист 140-го бомбардувального авіаційного полку 276-ї бомбардувальної авіаційної дивізії 13-ї повітряної армії Ленінградського фронту; 1-ї повітряної армії 3-го Білоруського фронту, сержант.

## Біографія
Народився 23 липня 1922 року в селі Гардишівка (нині в межі міста Андрушівки Житомирської області України) в сім'ї селянина. Українець. Член ВКП(б) з 1944 року.
Після закінчення Андрушівської СШ № 1 9 червня 1941 року був призваний до лав Червоної Армії. У грудні 1941 року Олексій закінчив 47-му школу повітряних стрільців-радистів у місті Кутаїсі і був направлений на Західний фронт. У липні 1942 року Олексія направили стрільцем-радистом у 140-й бомбардувальний авіаполк, що воював на Ленінградському фронті.
9 листопада 1943 року у складі екіпажу зруйнував залізничний міст через річку Луга в районі селища міського типу Толмачово Лузького району Ленінградської області. За мужність і відвагу, проявлені в боях, сержант Броніцький Олексій Васильович 14 листопада 1943 року нагороджений орденом Слави 3-го ступеня (№ 18192).
30 червня 1944 року Олексій Броніцький, беручи участь у груповому повітряному нальоті на залізничну станцію Лаппенранта (Фінляндія), у складі екіпажу знищив п'ять ворожих вагонів, зруйнував пристанційну будівлю, залізничне полотно, створив осередок пожежі.
30 липня 1944 при бомбардуванні залізничної станції Йихві (Естонія) вивів з ладу два ешелони противника, залізничне полотно, ділянку шосейної дороги, а також підірвав три склади з боєприпасами, зруйнував чотири будівлі.
За мужність і відвагу, проявлені в боях, сержант Броніцький Олексій Васильович 9 жовтня 1944 року нагороджений орденом Слави 2-го ступеня (№ 426).
До квітня 1945 року Олексій Броніцький зробив з екіпажем 106 бойових вильотів на бомбардування укріплених об'єктів, залізничних вузлів, артилерійських позицій, скупчень бойової техніки і живої сили противника.
15 лютого 1945 року на південь від міста Браунсберг (нині місто Бранево, Польща) з кулемета підпалив два ворожих автомобіля.
22 березня 1945 року в районі міста Хайлігенбайль (нині місто Мамоново Калінінградської області) відбив три атаки ворожих винищувачів.
Указом Президії Верховної Ради СРСР від 29 червня 1945 року за зразкове виконання завдань командування в боях з німецько-фашистськими загарбниками сержант Броніцький Олексій Васильович нагороджений орденом Слави 1-го ступеня (№ 3), ставши повним кавалером ордена Слави.
У 1946 році старшина О. В. Броніцький демобілізований зі Збройних Сил СРСР. Повернувся на батьківщину. У 1948 році закінчив Київську дворічну юридичну школу, а в 1954 році — Київський філіал Всесоюзного юридичного заочного інституту.
Жив у місті Коростишеві Житомирської області. Працював головою народного суду. Помер 5 лютого 1993 року.

## Нагороди, пам'ять

Погруддя в Андрушівці

Нагороджений орденами Вітчизняної війни 1-ї та 2-го ступеня, орденами Слави 1-ї, 2-й і 3-го ступеня, медалями «За оборону Ленінграда», «За взяття Кенігсберга», «За перемогу у Великій Вітчизняній війні».
За трудові звершення нагороджений медаллю «За доблесний труд», у 1975 році йому присвоєно звання «Заслужений юрист УРСР»
Ім'я повного кавалера ордена Слави О. В. Броніцького занесено до Книги трудової слави Верховного суду УРСР. Почесний громадянин Андрушівки, Андрушівського і Коростишівського районів Житомирської області України. Його ім'я носить вулиця в Коростишеві. На Алеї Слави в Андрушівці встановлено погруддя Броніцького О. В.